# 馬儀英
馬儀英博士，MBE，JP（Dr. Ma Yi-ying，1909年12月23日—1974年2月7日），香港基督教女教育家，1947年至1949年任廣州真光中學校長，1949年至1973年任九龍真光中學創校校長。
馬儀英早年在香港和廣州接受教育，後來前往美國深造，先後取得碩士和博士學位。她畢生從事教育工作，除擔任九龍真光中學校長外，也是多間教會學校校董，亦曾獲香港政府委任為教育委員會委員和中文中學會考委員會委員。在1964年，她獲港府委任為教育報告書工作委員會委員，就《馬殊及森遜報告書》的建議作出研究和檢討。工作委員會復於1965年1月發表報告，促成港府在同年4月發表《香港教育政策白皮書》，對港府教育政策的方針起一定影響。
馬儀英是虔誠的基督徒，曾為中華基督教會和合一堂等擔任教會事工。

## 生平

### 早年生涯
馬儀英祖籍廣東台山，1909年12月23日生於香港，自幼不良於行。家中另有兩姊馬傑英、馬侃英和兩妹馬俊英、馬信英的她，少時先後就讀基督教教會營辦的英華女學校和廣州真光女子中學。她在1926年畢業於廣州真光，是當年晃社的學生。畢業後，她入讀廣州嶺南大學，主修教育，並在1929年獲學士學位畢業。
大學畢業後，馬儀英旋即返回母校廣州真光任教，1935年調往香港，在新成立於堅道的真光小學出任校務主任，協助小學校長曹何玉瑛處理行政事務。她在1937年獲獎學金前赴美國深造，於麻省史密斯學院修讀教育，獲文學碩士學位，嗣後又在紐約協和神學院考獲宗教學碩士。在第二次世界大戰期間，馬儀英在加州大學深入研究教育議題，於1945年發表題為「Effects of Attendance at Chinese Language Schools upon San Francisco Children」（《三藩市兒童就讀中文學校的效果》）的博士論文，同年獲大學頒發哲學博士學位以及榮譽金鑰匙獎。馬儀英在三藩市從事教育研究時，曾反對華人子弟入讀華人學校，但她的研究同時指出，華人子弟入讀華人學校，比起一般入讀公立學校的華人子弟，學業成績和表現較好，對中國文化和中文的認識也較深。

### 教育生涯

#### 九龍真光中學
馬儀英獲博士學位後，仍留在美國任教大學。日本戰敗投降後，她在1946年返回中國，起初在嶺南大學任教，1947年6月第二度返回母校，出任廣州真光校長。馬儀英出任校長前的廣州真光經歷多重波折，起先是1937年因日本進犯廣州，學校被迫遷至香港，而1941年香港淪陷後，學校一度停辦，後來在1942年於粵北連縣的三江圩復校，1943年和1945年再先後遷往曲江縣和連縣雙喜山，一直到1945年8月日本投降後，廣州真光才於10月遷回白鶴洞舊址復課。

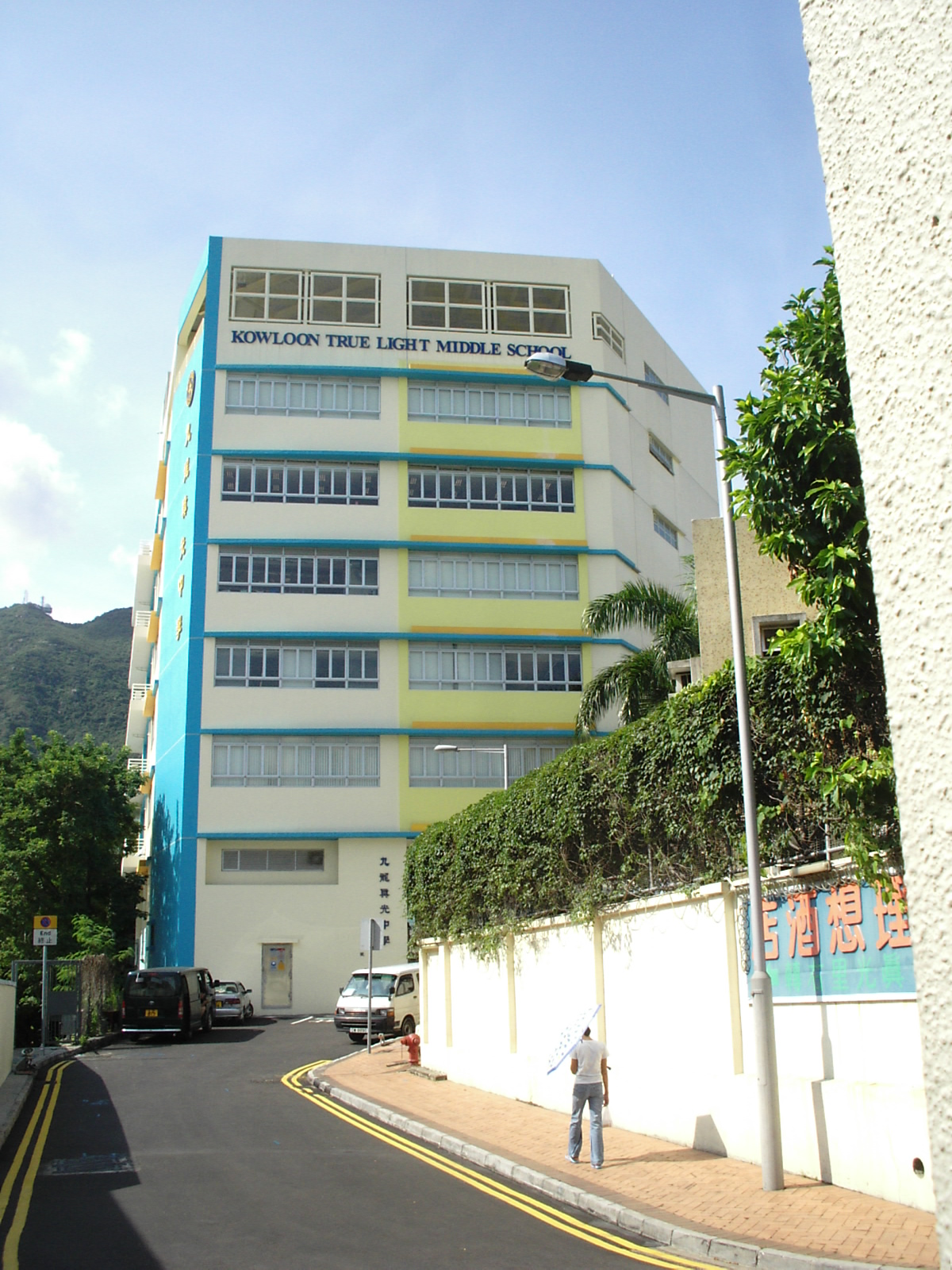
九龍真光中學位於九龍塘真光里的校址

可是，馬儀英出任校長後不久，受物價飛漲和國民政府發行的銀圓券貶值拖累，學校學費和雜費被迫以白米計算。同時間，國民黨與共產黨在二戰結束後不久，即爆發第二次國共內戰，國民黨節節敗退，而中國大陸大有落入共產黨之勢，馬儀英為逃避共產黨，在1949年秋天帶同員生遷校香港，並選定九龍塘窩打老道115號為校址，向港府教育司署註冊將學校名為九龍真光中學，由她出任創校校長。
馬儀英創立九龍真光之時，香港真光小學早已在1946年復課，並由該校校長何中中博士於1947年改名為香港真光中學。由於香港真光中學位於香港島，而九龍真光處於對岸，因此在二戰後初年，香港島和九龍各有一所真光中學，兩者亦繼續互有聯繫。至於廣州真光位於白鶴洞的校舍，在中華人民共和國立國和進駐廣州後，即於1949年被市文教局接管，不再具教會背景，該校後來改稱「廣州市第二十二中學」，至1984年復名「廣州市真光中學」，但不再是女子中學。
九龍真光創校後，兼辦中小學和幼稚園，校舍不敷應用。在1955年，港督葛量洪爵士到訪參觀，答應撥地另建中學校舍，促成九龍真光中學在1960年遷到九龍塘根德道附近的新址，新校舍前方道路獲港府命名為真光里，而窩打老道舊址則全部用作小學部和幼稚園校舍。
九龍真光作為一所中文中學，馬儀英在校內推行母語教學，但也重視學生的英語水平，特別聘請外籍教師教授英語。在1998年的時候，香港真光中學停辦中文班，變為英文中學，但九龍真光維持其教學方針，繼續以中文作為主要教學語言。另一方面，她還鼓勵學生參與課外活動和社會工作，從而培養學生品行。在1962年，為慶祝真光創校90周年，她為學校增建雨天操場，同時在香港大會堂公演《長恨歌》一劇，由學生參演和製作。繼任港督柏立基爵士在1963年參觀九龍真光時，亦對學校教學予以讚賞和肯定。

#### 其他公職
馬儀英畢生從事教育工作，除了擔任九龍真光中學校長外，也是香港真光中學和協和書院等多家教會學校校董。在1958年至1960年間，她出任香港教師會主席，另外在1953年至1958年間也是崇基學院院務委員會委員。崇基學院在1963年加入香港中文大學成員書院後，她曾出任崇基學院校董。馬儀英還曾經擔任愛丁堡公爵獎勵計劃委員會委員和香港社會福利行政會暨委員會委員；她參與創立九龍婦女福利會，並擔任1955年至1956年度的執行委員。
香港政府曾委任馬儀英為港府教育委員會委員及中文中學會考委員會委員。在1963年初，港府委任馬殊及森遜委員會（Marsh-Sampson Commission），對香港的教育需要展開全面研究。該委員會在同年10月發表稱之為《馬殊及森遜報告書》（Marsh-Sampson Report）的教育委員會報告書後，港督柏立基爵士又在1964年1月委任一個教育報告書工作委員會，對《馬殊及森遜報告書》的建議作出深入研究和檢討。該工作委員會由教育司任主席，而馬儀英隨利銘澤和鄧律敦治等人一同獲委任為委員。
工作委員會在1965年1月向繼任港督戴麟趾爵士提交《工作委員會報告書》，對《馬殊及森遜報告書》多項建議予以支持，促使港府在1965年4月發表《香港教育政策白皮書》，建議讓百分之80兒童可以入讀由政府資助的小學，及使約百分之15的小學畢業生能升讀官立中學、資助中學及若干選定的私立中學。該報告書奠定了香港以後十多年的教育政策走向，即以學位數量為政策發展的目標和以發展由政府資助的學校為主線。
馬儀英也是虔誠的基督徒，擔任過中華基督教會香港區執行委員會委員、九龍巴富街合一堂執事及基督教兒童福利會董事。她曾在1953年至1958年任香港基督教女青年會女童工藝組執行委員，此外，雖然她身在香港，但仍推動基督教教會在中國大陸的發展。為表彰馬儀英對教育的貢獻，港府在1961年5月30日奉委她為非官守太平紳士；在1962年元旦授勳名單中，馬儀英復獲英廷頒賜MBE勳銜。

### 晚年生涯
馬儀英在1973年8月退休，卸下前後24年的九龍真光校長職務，而校長一職由輔導主任李惠廉接任。為答謝馬儀英多年來在任校長的貢獻，校友會特別在當年6月舉行歡讌大會。晚年的馬儀英參與在1973年於九龍油麻地創辦真光女書院，以慶祝真光創校百周年，並任真光女書院創校校董之一。
可是，馬儀英多年專注工作，積勞成疾，卸任校長僅數月後，於1974年2月7日下午病逝於九龍伊利沙伯醫院，終年64歲。馬儀英終身未婚，她的喪禮於九龍殯儀館舉行，而安息禮拜於2月10日在九龍合一堂舉行。安息禮拜過後，其遺體隨即移奉往薄扶林基督教墳場安葬。

## 榮譽
- 太平紳士（J.P.） （非官守，1961年5月30日[1]）
- 英帝國員佐勳章（M.B.E.） （1962年元旦授勳名單[13]）

## 注腳
1. 1 2 3 4 5 6  岑維休主編，《香港年鑑》，香港：華僑日報，1968年。
2. 1 2 3 4 5 6 7 8 9 10  《真光創校137周年，九龍真光中學鑽禧校刊》，香港：九龍真光中學，2009年。
3. 1 2 3 4 5 6 7 8 9 10 11  〈前真光中學校長馬儀英蒙主寵召〉，《華僑日報》第三張第一頁，1974年2月9日。
4. 1 2 3  〈初探香港華人基督教聯會薄扶林道墳場(三)〉（2015年5月23日）
5. 1 2  CHEN, Yong, Chinese San Francisco, 1850-1943: A Trans-Pacific Community, Stanford University Press, 2002.
6. 1 2 3 4 5  〈廣州真光女子中學的變遷〉，《芳村文史第一輯》，廣州：荔灣區政協，造訪於2011年3月13日。
7. 1 2 3 4 5 6  〈馬儀英博士獲M.B.E.勳銜〉，《工商日報》第五頁，1962年1月1日。
8. 1 2 3  Education Policy, Hong Kong Government, April 1965.
9. ↑  SWEETING, Anthony, Education in Hong Kong, 1941 to 2001, Hong Kong University Press, 2004.
10. ↑  〈真光校友會餞別馬儀英校長退休〉，《華僑日報》第三張第四頁，1973年6月9日。
11. ↑  《真光女書院校史》，九龍：真光女書院，2009年。
12. 1 2 3  〈馬儀英博士逝世，定今日下午出殯〉，《工商日報》第七頁，1974年2月10日。
13. ↑  "Supplement to Issue 42552", London Gazette, 29 December 1961, p.25.

### 英文資料
- Education Policy, Hong Kong Government, April 1965. 網上版本
- CHEN, Yong, Chinese San Francisco, 1850-1943: A Trans-Pacific Community, Stanford University Press, 2002. 網上版本
- SWEETING, Anthony, Education in Hong Kong, 1941 to 2001, Hong Kong University Press, 2004. 網上版本

### 中文資料
- 〈馬儀英博士獲M.B.E.勳銜〉，《工商日報》第五頁，1962年1月1日。
- 岑維休主編，《香港年鑑》，香港：華僑日報，1968年。
- 〈真光校友會餞別馬儀英校長退休〉，《華僑日報》第三張第四頁，1973年6月9日。
- 〈前真光中學校長馬儀英蒙主寵召〉，《華僑日報》第三張第一頁，1974年2月9日。
- 〈馬儀英博士逝世，定今日下午出殯〉，《工商日報》第七頁，1974年2月10日。
- 《真光創校137周年，九龍真光中學鑽禧校刊》，香港：九龍真光中學，2009年。
- 《真光女書院校史》，九龍：真光女書院，2009年。
- 〈廣州真光女子中學的變遷〉，《芳村文史第一輯》，廣州：荔灣區政協，造訪於2011年3月13日。網頁 Archive.today的存檔，存档日期2012-11-27
- 〈初探香港華人基督教聯會薄扶林道墳場(三) （页面存档备份，存于）〉，《Soldier 的世界》，2015年5月23日。

## 外部連結
- 九龍真光中學 （页面存档备份，存于）

| 學術機關職務  | 學術機關職務                    | 學術機關職務                         |
| ------------- | ------------------------------- | ------------------------------------ |
| 前任： 李耀宇 | 廣州真光中學校長 1947年－1949年 | 繼任： 李卓衣教授 由廣州市文教局委任 |
| 前任： 創校   | 九龍真光中學校長 1949年－1973年 | 繼任： 李惠廉                        |